# Kachachkut
Kajajkut là một đô thị thuộc tỉnh Lori, Armenia. Dân số ước tính năm 2011 là 425 người.